# Catecismo Maior de Lutero
O Catecismo Maior de Lutero consiste de obras escritas por Martinho Lutero e de textos canônicos, publicados em abril de 1529. Este livro destina-se especialmente a ajudar ministros e pastores a ensinar suas congregações. O Catecismo Maior de Lutero é dividido em cinco partes:
- Os Dez Mandamentos
- O Credo Apostólico
- O Pai Nosso
- O Sacramento do Batismo
- O Sacramento da Santa Ceia

Ele e outros documentos de fé dos Luteranos foram publicados no Livro de Concórdia em 1580.